# Pseudalsophis biserialis
Pseudalsophis biserialis — вид змій родини полозових (Colubridae). Ендемік Галапагоських островів

## Підвиди
Виділяють два підвиди:
- Pseudalsophis biserialis biserialis (Günther, 1860);
- Pseudalsophis biserialis eibli (Mertens, 1960).

## Поширення і екологія
Pseudalsophis biserialis мешкають на острові Сан-Кристобаль в архіпелазі Галапагоських островів. Раніше вони також зустрічалися на острові Флореана, однак не спостерігалися там з початку XX століття та, ймовірно, вимерли. Pseudalsophis biserialis живуть в сухих рівнинних тропічних лісах і чагарникових заростях, а також серед прибережних скель. Зустрічаються на висоті до 730 м над рівнем моря. Живляться дрібними плазунами, яйцями, гризунами і пташенятами, іноді також рибою. Полювання цих змій на молодих морських ігуан (Amblyrhynchus cristatus) було продемонстроване у другій серії серіалу Планета Земля II.

## Збереження
МСОП класифікує стан збереження цього виду як близький до загрозливого. Pseudalsophis biserialis загрожує хижацтво з боку інтродукованих кішок і щурів. З цієї причини вид вимер на Флореані.